# Étang Colbert
Pour les articles homonymes, voir Colbert.
L'étang Colbert est un étang de 2,7 hectares situé sur le territoire de la commune du Plessis-Robinson, à cinq kilomètres au sud de Paris.
Creusé en 1682, sur ordre de Jean-Baptiste Colbert, ministre de Louis XIV, suivie de la construction d'une levée pavée, l'étang Colbert faisait partie d'un réseau de captation d'eau destiné à couvrir les besoins des bassins du parc de Sceaux.
Il a été depuis transformé en retenue d'eaux pluviales et en étang de pêche, entouré d'un jardin paysager ; ses rives ont été aménagées afin de pouvoir s'y promener.

## Vues panoramiques

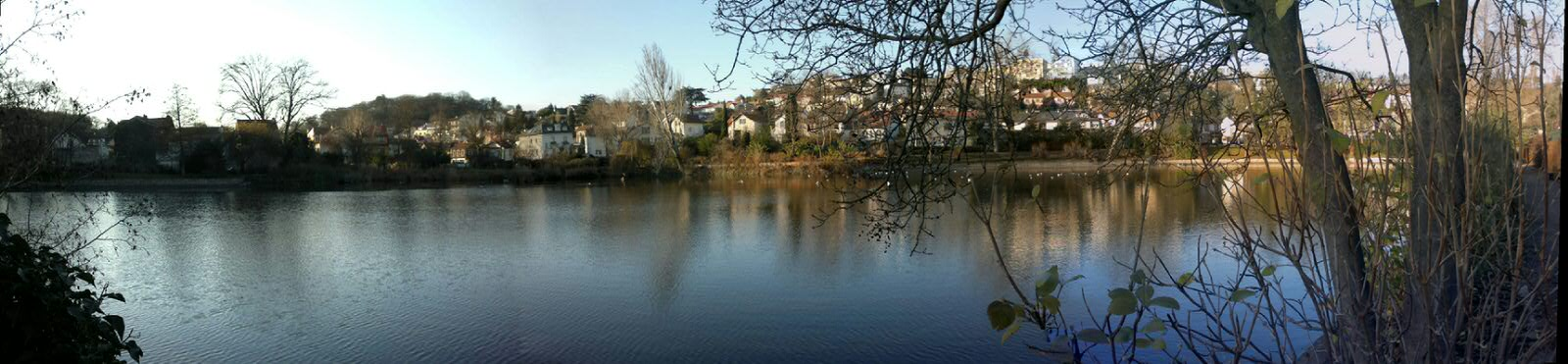
Étang Colbert vu depuis berge est

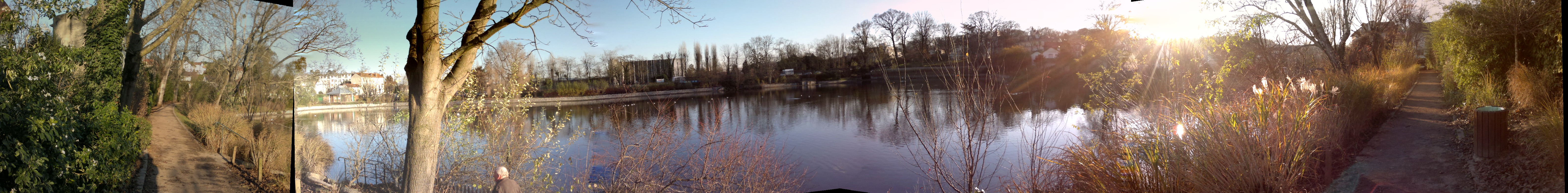
Étang Colbert vu depuis berge nord.

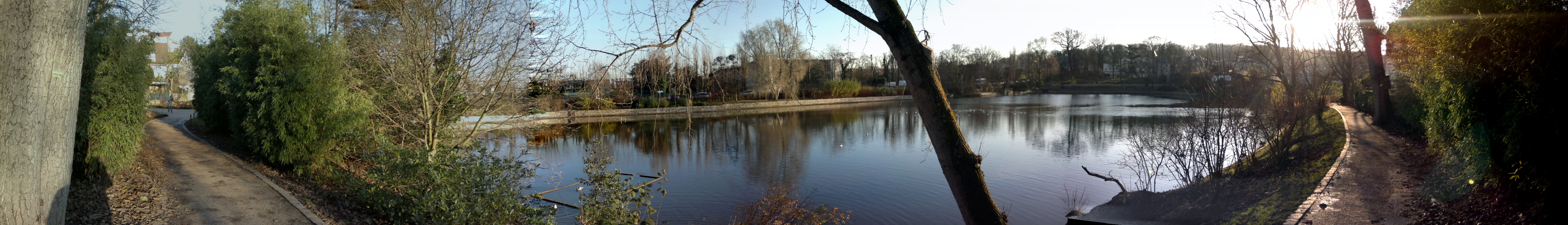
Étang Colbert vu depuis berge ouest